# Barre-des-Cévennes
Barre-des-Cévennes – miejscowość i gmina we Francji, w regionie Oksytania, w departamencie Lozère. W 2013 roku jej populacja wynosiła 210 mieszkańców. Przez gminę przepływa rzeka Mimente. 